# ویکتور مایر (بازیکن فوتبال)
ویکتور مایر (روسی: Виктор Майер؛ زادهٔ ۱۶ مهٔ ۱۹۹۰) بازیکن فوتبال اهل قرقیزستان است.
از باشگاه‌هایی که در آن بازی کرده‌است می‌توان به باشگاه فوتبال اسنابروک و باشگاه فوتبال وولفسبورگ اشاره کرد.
وی همچنین در تیم‌های ملی فوتبال زیر ۱۶ سال آلمان، جوانان آلمان و قرقیزستان بازی کرده‌است.